# 島根半島

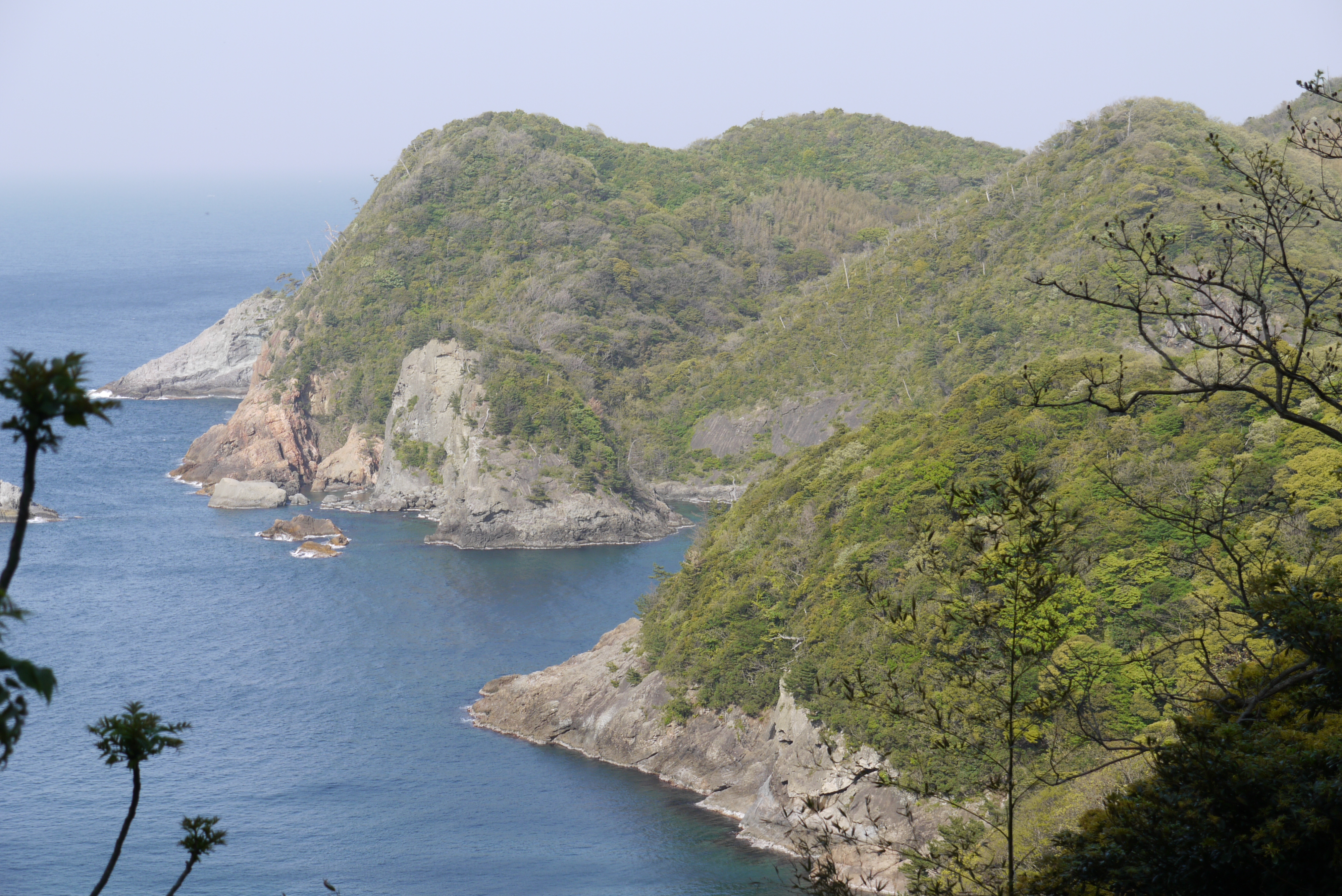
島根半島

島根半島（日语：／ Shimane hantō */?）為島根縣東北部面向日本海的半島。西起出雲市大社的日御碕，東至松江市美保關的地蔵崎，東西寬65公里、南北長15－20公里。半島上有眾多漁港，也是日本百大秘境之一。

## 關聯條目
- 日本秘境百選

## 外部連結
- 空中俯瞰島根半島(第八管区海上保安本部) （页面存档备份，存于）